# The Cowsills
The Cowsills è un gruppo musicale statunitense di Newport, Rhode Island.

## Storia del gruppo
Fondato nel 1965 da quattro fratelli Barry, Bill, Bob e John Cowsill a cui si unirono i fratellastri Susan e Paul e la loro madre Barbara. Tra i successi ci sono The Rain, The Park & Other Things (1967), Indian Lake  e We Can Fly (1968).
In Italia hanno partecipato al Festival di Sanremo 1968 con Le opere di Bartolomeo cantata in abbinamento con The Rokes.
La canzone The Rain, the Park and Other Things è fra le colonne sonore del film Scemo & + scemo (film del 1994) e Tre uomini e una pecora (film del 2011)
Hanno inciso per la MGM Records.

### Le origini e i primi successi

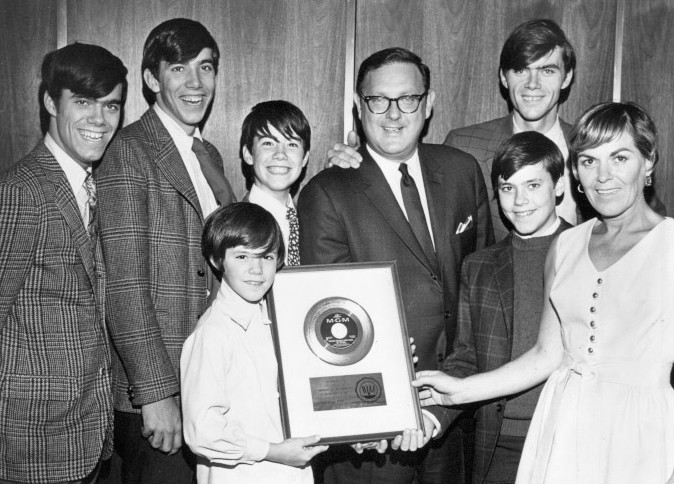
Il gruppo riceve il disco d'oro per "The Rain, the Park and Other Things", 1967.

L'interesse musicale per i Cowsills iniziò quando il loro padre Bud Cowsill si trasferì a Canton, Ohio alla fine degli anni 50 come reclutatore per la marina militare USA. Billy e Bob impararono a suonare la chitarra da autodidatti. I ragazzi svilupparono il loro talento e le armonie vocali durante il periodo delle esibizioni nei balli della scuola di Stark County, Ohio. La loro prima apparizione televisiva fu al Gene Carroll Show sulla rete WEWS di Cleveland.
Dopo il ritiro di Bud dalla Marina, lui e sua moglie gestirono la carriera dei loro figli.
Alla fine del 1965 i Cowsills furono ingaggiati come presenza fissa al Bannisters Wharf di Newport, dove cantavano brani dei Beatles. una manciata di singoli furono pubblicati per la JODA Records e la Philips Records nel 1965 e nel 1966 con modesto successo. La band venne scritturata dalla MGM Records nel 1967 e Barbara, che sarà poi conosciuta dai suoi fan come "Mini-Mom" per la sua piccola statura, entrò nel gruppo giusto in tempo per registrare il loro primo album, che includeva la hit "The Rain, The Park & Other Things".
Il brano vendette oltre un milione di copie e fu premiato col disco d'oro. Bill era il cantante in questa hit. Subito dopo la band si allargò ulteriormente e arrivò ad includere i fratelli Susan and Paul.
Con il successo di "The Rain..." il gruppo acquisì popolarità in tutti gli States ed ottenne significativi passaggi radiofonici anche in Inghilterra e altre nazioni d'Europa. "The Rain, The Park and Other Things" raggiunse la posizione numero 2 nella classifica Billboard Hot 100.

## 33 giri
- 1967 - The Cowsills (MGM Records, SE 4498)
- 1968 - We Can Fly (MGM Records, SE-4534)
- 1968 - Captain Sad and His Ship of Fools (MGM Records, SE-4554)
- 1968 - The Cowsills (MGM Records, SMGL 50.008)
- 1969 - The Cowsills in Concert (MGM Records, SE 4619)
- 1969 - II x II (MGM Records, SE-4639)
- 1971 - On My Side (London Records, PS 587)
- 1998 - Global (Robin Records, 81562)
- 2018 - The Dockside Silhouettes An A Cappella Experience

## 45 giri
- 1965 - All I Really Wanta Be Is Me/And The Next Day Too (JoDa, J-103)
- 1966 - Party Girl/What's It Gonna Be Like (Philips, 40406)
- 1966 - Most Of All/Siamese Cat (Philips, 40382)
- 1967 - The Rain, The Park & Other Things/River Blue (MGM Records, K13810)